# Pedro Bigas
Pedro Bigas (Palma de Mallorca, 15 de maio de 1990) é um futebolista profissional espanhol que atua como defensor.

## Carreira
Pedro Bigas começou a carreira no RCD Mallorca.